# Mikhail Vdovin
Pour les articles homonymes, voir Vdovine.
Mikhail Vyacheslavovich Vdovin (en russe : Михаил Вячеславович Вдовин ; né le 15 janvier 1967 à Saransk) est un athlète russe spécialiste du 400 mètres.

## Biographie
Lors des Championnats d'Europe en salle de 1994, Mikhail Vdovin remporte la médaille d'argent sur 400 mètres en 46 s 56. Il termine à trois centièmes du vainqueur, le Britannique Du'aine Ladejo.
Lors des Championnats du monde en salle de 1995, il termine troisième de cette même discipline.

### Palmarès
| Date | Compétition                    | Lieu              | Résultat | Épreuve   | Performance   |
| ---- | ------------------------------ | ----------------- | -------- | --------- | ------------- |
| 1993 | Championnats du monde          | Stuttgart         | 5e       | 4 x 400 m | 3 min 00 s 44 |
| 1994 | Championnats d'Europe en salle | Paris             | 2e       | 400 m     | 46 s 56       |
| 1994 | Goodwill Games                 | Saint-Pétersbourg | 3e       | 4 x 400 m | 3 min 02 s 70 |
| 1994 | Championnats d'Europe          | Helsinki          | 6e       | 400 m     | 46 s 23       |
| 1994 | Championnats d'Europe          | Helsinki          | 3e       | 4 x 400 m | 3 min 03 s 10 |
| 1994 | Coupe du monde des nations     | Londres           | 3e       | 4 x 400 m | 3 min 03 s 26 |
| 1995 | Championnats du monde en salle | Barcelone         | 3e       | 400 m     | 46 s 65       |

### Records
| Épreuve    | Épreuve      | Performance | Lieu  | Date |
| ---------- | ------------ | ----------- | ----- | ---- |
| 400 mètres | En plein air | 45 s 66     | —     | 1994 |
| 400 mètres | En salle     | 46 s 56     | Paris | 1994 |